# 哈格利
哈格利 （Hagley）是英國的一個小鎮，位於伍斯特郡。

## 外部連結
- Hagley Catholic High School（页面存档备份，存于）
- Haybridge High School（页面存档备份，存于）
- Hagley Hall
- Photos of Hagley and surrounding area on geograph